# STAR Movies GOLD
STAR Movies GOLD 是迪士尼傳媒的一個對台灣播出的西洋電影頻道，目前主要播出由華特迪士尼影業、皮克斯、漫威影業和20世纪影業推出的歐美電影，或日本動漫等外國影集。該頻道前身為 FOX Movies 電影頻道。
2022年1月1日從 FOX Movies 更名並正式開播。
2024年1月1日台灣時間凌晨0點起，正式停播。

## 頻道歷史
1994年4月20日，衛星電視（今亞太迪士尼傳媒）在當時以最出版的 STAR Movies 頻道於台灣正式啟播。
2010年初，為補足當時還未啟用高畫質，仍僅以標準畫質播出的該頻道 STAR Movies，而啟用當時僅有高畫質數位電視與中華電信MOD特視頻道才可收看的姊妹頻道 STAR Movies HD。
2018年1月18日，福斯傳媒的亞太區域分部（亞太福斯傳媒，即現今亞太迪士尼傳媒）公告將 STAR Movies 台灣頻道更名為 FOX Movies。
2022年1月1日，亞太迪士尼傳媒台灣分公司因應母公司「去除福斯化」的政策，因此將原本被改名以福斯（FOX）為名號的 FOX Movies 頻道於再度更名為 STAR Movies GOLD
2022年1月1日上午12點時，頻道在顯示「接下來播出倒數反擊時」移除了畫面右上角的 FOX Movies 台標，並在電影播出後啟用 Star Movies GOLD 的新標誌，然而由於剛切換的技術調整的過渡階段，導致新舊兩版台標，在廣告與節目中仍互相替換，約在幾小時後才正式穩定的使用 Star Movies GOLD 的標誌
2024年1月1日，STAR Movies HD 和 STAR Movies GOLD 在台灣正式停播，並顯示「本頻道即將停止服務 衷心感謝您多年來的支持與收看」和「This channel is no longer available, Thank you for watching.」中英字樣以及台標的停播提示畫面。

## 頻道設計
該頻道的畫面設計風格與 STAR Movies HD 截然不同
但與其前身的 FOX Movies 較為相像，在「接下來播出」與「節目播出前提示畫面」的頻道廣告（台呼設計並不相同）除此之外全部沿用了 FOX Movies 的畫面設計。

## 常用連結
- Star Movies GOLD (Taiwan) | Logopedia | Fandom （页面存档备份，存于）
- STAR Mvies GOLD（亞太迪士尼傳媒 台灣官方網站）
- 617 Star Movies HD - 中華電信 MOD 網站 （页面存档备份，存于）
- STAR Movies GOLD & 衛視電影台（台灣）的Facebook專頁（繁體中文）
- STAR Movies GOLD & 衛視電影台（台灣）的Instagram帳戶（繁體中文）